# 883
Năm 883 là một năm trong lịch Julius.